# Patrologia Latina

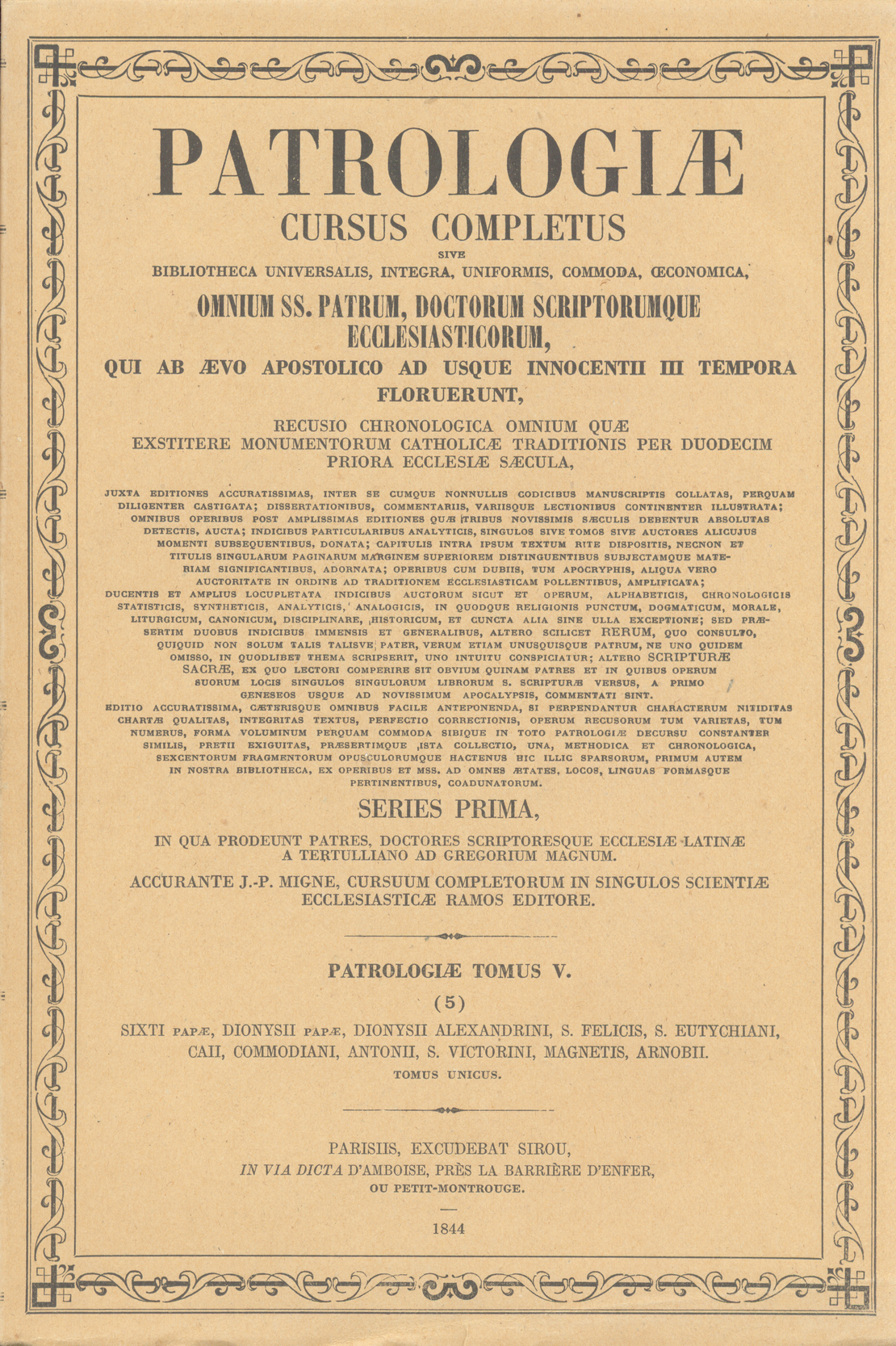
Okładka 5 tomu z (1844)

Patrologia Latina (w skrócie PL) – zbiór pism ojców Kościoła i innych autorów chrześcijańskich piszących po łacinie, przygotowany przy współpracy z benedyktynami przez Jacques'a Paula Migne’a w latach 1844–1855, wraz z indeksami, które dodano w latach 1862–1865.
Jest ona pierwszą częścią projektu nazwanego Patrologiae Cursus Completus. Drugą część stanowi Patrologia Graeca, obejmująca teksty greckie patrystyczne i średniowieczne wraz z łacińskimi tłumaczeniami.
Patrologia Latina obejmuje dzieła łacińskie powstałe na przestrzeni ponad tysiąca lat, od Tertuliana do papieża Innocentego III, zebrane w 217 tomach. Tomy 1–73, od Tertuliana do Grzegorza Wielkiego wyszły w latach 1844–1849, tomy 74–217, od Grzegorza Wielkiego do Innocentego III, w latach 1849–1855.